# Cas12a
Cas12a (proteïna associada a CRISPR 12a, anteriorment coneguda com a Cpf1) és una endonucleasa-exonucleasa guiada per ARN que forma un component essencial dels sistemes CRISPR que es troben en alguns bacteris i arquees. En el seu context natural, Cas12a apunta i destrueix el material genètic dels virus i altres elements genètics mòbils estrangers, protegint així la cèl·lula hoste de la infecció. Igual que altres enzims Cas, Cas12a s'uneix a un ARN "guia" (anomenat crRNA, o CRISPR RNA) que l'orienta a una seqüència d'ADN en una matèria específica i programable. A l'organisme hoste, el crRNA conté una regió constant que és reconeguda per la proteïna Cas12a i una regió "espaiador" que és complementària d'un tros d'àcid nucleic estrany (per exemple, una porció del genoma d'un fag) que prèviament va infectar la cèl·lula.
Igual que amb Cas9 i altres proteïnes Cas, l'activitat programable d'orientació a l'ADN de Cas12a la converteix en una eina útil per a aplicacions de biotecnologia i investigació biològica. En modificar la seqüència espaciadora del crRNA, els investigadors poden orientar Cas12a a seqüències específiques d'ADN, permetent modificacions molt específiques de l'ADN. Cas12a es distingeix de Cas9 per un únic lloc actiu de l'endonucleasa RuvC, la seva preferència de motiu adjacent al protoespaiador 5' i la seva formació d'extrems enganxosos en lloc de contundents al lloc de tall; aquestes i altres diferències poden fer que sigui més adequat per a determinades aplicacions. Més enllà del seu ús en investigació bàsica, CRISPR-Cas12a podria tenir aplicacions en el tractament de malalties genètiques i en la implementació d'accionaments genètics.

## Descripció

### Descobriment
CRISPR-Cas12a es va trobar cercant en una base de dades publicada de seqüències genètiques bacterianes trossos prometedors d'ADN. La seva identificació mitjançant bioinformàtica com a proteïna del sistema CRISPR, la seva denominació i un model de Markov ocult (HMM) per a la seva detecció es van proporcionar el 2012 en un llançament de la base de dades de famílies de proteïnes TIGRFAMs. Cas12a apareix en moltes espècies bacterianes. L'endonucleasa Cas12a definitiva que es va convertir en una eina per a l'edició del genoma es va extreure d'una de les primeres 16 espècies conegudes que la contenen. Dos enzims candidats d'Acidaminococcus i Lachnospiraceae mostren una activitat eficient d'edició del genoma a les cèl·lules humanes.

### Classificació
Els sistemes CRISPR-Cas es divideixen en dues classes: Classe I, en què diverses proteïnes Cas s'associen amb un ARNcr per construir una endonucleasa funcional, i Classe II, en què una única endonucleasa Cas s'associa amb un ARNcr; La classe II es divideix a més en sistemes tipus II, tipus V i tipus VI. Cas12a s'identifica com un sistema CRISPR-Cas de Classe II, Tipus V.

### Noms
L'acrònim CRISPR (C lustered Regularly I nterspaced Short P alindròmic Repeats) fa referència a les seqüències d'ADN invariants que es troben en bacteris i arquees que codifiquen les proteïnes Cas i els seus crRNA. Cas12a es coneixia originàriament com Cpf1, una abreviatura de CRISPR i dos gèneres de bacteris on apareix, Prevotella i Francisella. Va ser rebatejat el 2015 després d'una racionalització més àmplia dels noms de les proteïnes Cas (associades C RISPR) per correspondre a la seva homologia de seqüència.

## Estructura
La proteïna Cas12a conté un domini alfa/beta mixt, un domini d'endonucleasa semblant a RuvC (dividit en dos segments no contigus, RuvC-I i RuvC-II) similar al domini RuvC de Cas9 i un domini semblant a un dit de zinc. A diferència de Cas9, Cas12a no té un domini d'endonucleasa HNH, i la regió N-terminal de Cas12a no té un lòbul de reconeixement alfa-helicoïdal com es veu a Cas9.
Els loci Cas12a codifiquen proteïnes Cas1, Cas2 i Cas4 més semblants als tipus I i III que als sistemes de tipus II. Les cerques a la base de dades suggereixen l'abundància de proteïnes de la família Cas12a en moltes espècies bacterianes.
També a diferència de Cas9, Cas12a no requereix un tracrRNA (que en els sistemes CRISPR naturals s'ha de combinar amb un crRNA separat abans d'unir-se a una proteïna Cas), en lloc d'unir-se a un únic crRNA. Tant Cas12a com el seu ARN guia són més petits que els components de proteïnes i ARN del sistema Cas9; el crRNA de Cas12a és aproximadament la meitat del llarg dels sgRNAs utilitzats amb Cas9. Aquesta mida reduïda fa que Cas12a sigui més adequat per a aplicacions com el lliurament in vivo mitjançant virus adenoassociats (AAV), que tenen una capacitat d'envasament d'ADN limitada a causa de les seves petites càpsides.
El complex Cas12a-crRNA escinda l'ADN o l'ARN objectiu mitjançant la identificació d'un motiu adjacent protoespaiador (PAM) 5'-YTN-3' (on "Y" és una pirimidina i "N" és qualsevol nucleobase), en contrast amb el PAM ric en G dirigit per Cas9. Després de la identificació de PAM, Cas12a introdueix una ruptura de doble cadena d'ADN semblant a un extrem enganxós de 4 o 5 nucleòtids.

## Mecanisme

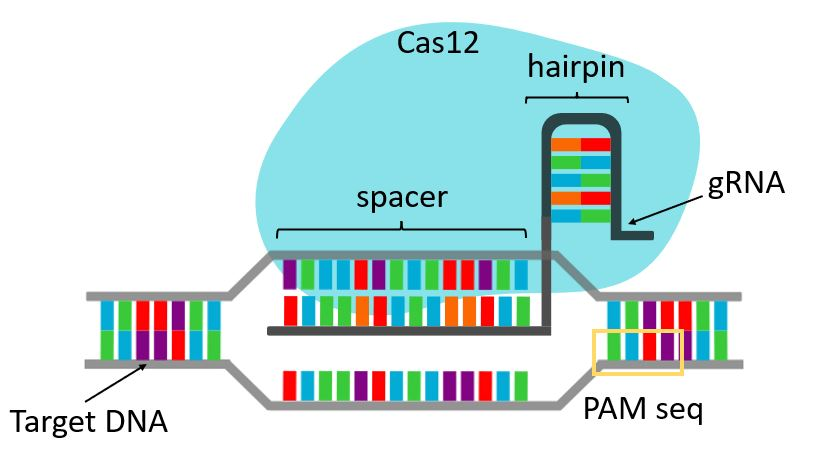

El sistema CRISPR-Cas12a consisteix en un enzim Cas12a i un ARN guia que troba i col·loca el complex al lloc correcte de la doble hèlix per tallar l'ADN objectiu. L'activitat dels sistemes CRISPR-Cas12a té tres etapes:
- Adaptació: les proteïnes Cas1 i Cas2 faciliten l'adaptació de petits fragments d'ADN a la matriu CRISPR.
- Formació de crRNAs: processament de pre-cr-RNAs que produeixen crRNA madurs per guiar la proteïna Cas.
- Interferència: el Cas12a s'uneix a un crRNA per formar un complex binari per identificar i escindir una seqüència d'ADN objectiu. El complex crRNA-Cas12a cerca dsDNA per a un motiu adjacent protoespaiador 3-6nt 5' (PAM). Un cop es troba un PAM, la proteïna desnaturalitza localment el dsDNA i cerca la complementarietat entre l'espaiador crRNA i el protospacer ssDNA. Una complementació suficient desencadenarà l'activitat RuvC i el lloc actiu de RuvC tallarà la cadena no objectiu i després la cadena objectiu, generant finalment una ruptura esglaonada de dsDNA amb voladissos de 5' ssDNA (escissió cis).[14][15]

### Cas9 contra Cas12a

Nucleases Cas12a i Cas9 i les seves posicions d'escissió d'ADN

Cas9 requereix dues molècules d'ARN per tallar l'ADN mentre que Cas12a en necessita una. Les proteïnes també tallen l'ADN en diferents llocs, oferint als investigadors més opcions a l'hora de seleccionar un lloc d'edició. Cas9 talla les dues cadenes d'una molècula d'ADN a la mateixa posició, deixant enrere els extrems roms. Cas12a deixa un fil més llarg que l'altre, creant extrems enganxosos. Els extrems enganxosos tenen propietats diferents dels extrems roms durant la unió d'extrems no homòlegs o la reparació homòloga de l'ADN, la qual cosa confereix certs avantatges a Cas12a quan s'intenta insercions de gens, en comparació amb Cas9. Tot i que el sistema CRISPR-Cas9 pot desactivar gens de manera eficient, és difícil inserir gens o generar un knock-in. Cas12a no té tracrRNA, utilitza un PAM ric en T i escinda l'ADN mitjançant un DSB d'ADN esglaonat.
En resum, les diferències importants entre els sistemes Cas12a i Cas9 són que Cas12a:
- Reconeix diferents PAM, permetent noves possibilitats d'orientació.
- Crea extrems enganxosos de 4-5 nt de llarg, en lloc dels extrems roms produïts per Cas9, millorant l'eficiència de les insercions genètiques i l'especificitat durant NHEJ o HDR.
- Retalla l'ADN objectiu més lluny de PAM, més lluny del lloc de tall Cas9, permetent noves possibilitats per tallar l'ADN.

## Origen
Les endonucleases Cas12 probablement van evolucionar a partir de l'endonucleasa TnpB dels transposons de la família IS200/IS605. Els TnpB, encara no "domesticats" al sistema immunitari CRISPR, són ells mateixos capaços de realitzar la divisió guiada per l'ARN mitjançant un sistema de plantilla OmegaRNA.

## Eines
Múltiples aspectes influeixen en l'eficiència i l'especificitat de l'objectiu quan s'utilitza CRISPR, inclòs el disseny de guia d'ARN. S'han desenvolupat molts models de disseny i eines de programari CRISPR-Cas per al disseny òptim de l'ARN guia. Aquests inclouen el dissenyador SgRNA, CRISPR MultiTargeter, SSFinder. A més, hi ha anticossos comercials disponibles per al seu ús per detectar la proteïna Cas12a.

## Propietat intel·lectual
CRISPR-Cas9 està subjecte a disputes de propietat intel·lectual, mentre que CRISPR-Cas12a no té els mateixos problemes.